# Teresina de Goiás
Teresina de Goiás est une municipalité brésilienne de l'État de Goiás et la microrégion de la Chapada dos Veadeiros.